# Tô Xuân Bốn
Tô Xuân Bốn (sinh năm 1959) là Thiếu tướng Công an nhân dân Việt Nam. Ông nguyên là Phó Tổng cục trưởng Tổng cục Cảnh sát Thi hành án hình sự và Hỗ trợ Tư pháp (Tổng cục VIII) Bộ Công an Việt Nam.

## Tiểu sử
Tô Xuân Bốn sinh ngày 1 tháng 3 năm 1959.
Quê quán: Thôn Đức Lân, xã Yên Phụ, huyện Yên Phong, tỉnh Bắc Ninh.
Tô Xuân Bốn là đảng viên Đảng Cộng sản Việt Nam.
Tháng 5 năm 2014, Tô Xuân Bốn là đại tá công an, Bí thư Đảng ủy, Cục trưởng Chính trị, Tổng cục VIII, Bộ Công an.
Từ tháng 2 năm 2015 đến tháng 8 năm 2018, Tô Xuân Bốn là Thiếu tướng Công an nhân dân Việt Nam, Phó Tổng cục trưởng Tổng cục Cảnh sát Thi hành án hình sự và Hỗ trợ Tư pháp (Tổng cục VIII) Bộ Công an Việt Nam.